# Вулиця Незалежності (Іллінці)
Ву́лиця Незалежності (до 30.12.2015 — Кірова) — вулиця в місті Іллінці Вінницької області.

## Розташування
Бере початок в центральній частині міста від перехрестя основних магістралей вулиці Європейської.
поблизу Іллінецького цукрового заводу, простягається на південний схід до виїзду з міста в сторону Гайсина.
Прилеглі вулиці та провулки: Велика Голицька, Заводська, Європейська, Івана Гонти, Карбишева, Коцюбинського, Петра Дорошенка, Садова, Соборна, Світла.

## Історія
Свою колишню назву — Кірова — вулиця отримала на честь радянського партійного діяча Кірова Сергія Мироновича. в 50 раках ХХ ст. Виникла в 16-17 століттях як Наливайківська — принаймні така назва зустрічається у польських документах. називалась так і в період перебування міста в складі Російської імперії. Ще одна давня, народна назва Кальницька. — вулиця простягається в напрямку полкового містечка Кальник. В складі якого перебувало сотенне містечко Лінці на чолі з Іваном Туровцем, а згодом Іваном Вертелецьким. Який потім очолив Кальницький полк.
30 грудня 2015 року розпорядженням міського голови, вулиця отримала сучасну назву в зв'язку з законом про декомунізацію.